# Verde S
Verde S é um corante triarilmetano sintético derivado historicamente do alcatrão da hulha com a fórmula molecular C27H25N2O7S2Na.
Apresenta absorção máxima a 633 nm.
É comercializado usualmente na forma de sal de sódio, mas existem sais de potássio, de cálcio e laca de alumínio.

## Obtenção
Pode ser sintetizado a partir da condensação do benzidrol com 2-naftol-3,6-dissulfonato de sódio (sal de sódio do ácido 2-naftol-3,6-dissulfônico).em presença de ácido sulfúrico, formando uma leucobase, a qual é subsequentemente convertida ao corante por oxidação.

## Aplicações
Como um corante alimentar, é classificado com o número E E142. Pode ser usado em molho de menta, sobremesas, tabletes e grãos de molho de carne, balas e doces, sorvetes  e ervilhas enlatadas. Verde S está proibido como um aditivo alimentar no Canadá, EUA, Japão e Noruega.[carece de fontes?] É aprovado para uso como um aditivo alimentar na U.E. e Austrália e Nova Zelândia.
Verde S é um corante vital, significando que pode ser usado para a coloração de células vivas. É usado em oftalmologia, conjuntamente com fluoresceína e rosa bengala, para diagnosticar várias desordens da superfície do olho, como a xeroftalmia.
Possui atividade antiviral.
Pode ser usado em química analítica quantitativa na determinação de dióxido de cloro em tratamento de água.
Administrado a ratos por perfusão na artéria renal ou por injeção na veia jugular, o verde S sempre produz natriurese, caliurese e diurese sem mudança da liberação da inulina e PAH. O efeito não depende do pH ou da pressão osmótica da solução injetada.

## Segurança
É incompatível com oxidantes fortes e considerado uma substância irritante.
Verde S pode causar reações alérgicas e é um dos corantes que o Grupo de Apoio à Crianças Hiperativas recomenda que seja eliminado da dieta das crianças.